# ماری نوارت
ماری نوارت (ارمنی: Մարի Նվարդ؛  ۲۹ اوت ۱۸۵۳ – ۱۰ ژوئن ۱۸۸۵) یک بازیگر اهل ارمنستان بود. وی بین سال‌های ۱۸۶۹ تا ؟ میلادی فعالیت می‌کرد.

## زندگی‌نامه
وی با نام اصلی ماری هُوسپی گارایان (ارمنی: Մարի Հովսեփի Գարայան) در ۲۹ اوت ۱۸۵۳ در کنستانتینوپل به دنیا آمد. وی در تئاتر آرئولیان فعالیت می‌کرد. وی در ۱۰ ژوئن ۱۸۸۵ در سن ۳۱ سالگی در کنستانتینوپل درگذشت.

## گزیده تئاترشناسی
از تئاترهایی که وی در آن نقش داشته است می‌توان آثار زیر اشاره کرد.
| نقش              | نقش به ارمنی     | نویسنده            | اثر             | عنوان اثر به ارمنی    |
| ---------------- | ---------------- | ------------------ | --------------- | --------------------- |
| سوفیا            | Սոֆիա            | الکساندر گریبایدوف | en:Woe from Wit | «Խելքից պատուհաս»     |
| جسیکا            | Ջեսիկա           | ویلیام شکسپیر      | تاجر ونیزی      | «Վենետիկի վաճառականը» |
| مارکریت          | Մարքրիտ          | گابریل سوندوکیان   | خاتابالا        | «Խաթաբալա»            |
| آگافیا تیخونوفنا | Ագաֆիա Տիխոնովնա | نیکلای گوگول       | عروسی           | «Ամուսնություն»       |
| آنا آندریونا     | Աննա Անդրեևնա    | نیکلای گوگول       | بازرس           | «Ռևիզոր»              |